# Кайрагач (Баткенская область)
Кайрагач (кирг. Кайрагач) — село в Лейлекском районе Баткенской области Кыргызстана. Входит в состав Бешкентского аильного округа.
Расположено в юго-западной части Кыргызстана на киргизско-таджикской границе на расстоянии 6 км северо-восточнее административного центра Бешкентского аильного округа с. Бешкент, 10 км от с. Кулунду и 71 км северо-восточнее районного центра г. Исфана. Ближайшая железнодорожная станция в посёлке Мехрабад (ранее Пролетарск, Таджикистан) находится в 50 км.
Согласно переписи 2021 года, население села составляло 3006 человека, которое, в основном, занимается сельским хозяйством. В Кайрагаче имеется средняя школа, библиотека, учреждение здравоохранения.
Близ Кайрагача находятся таможня и контрольно-пропускной пункт на границе с Таджикистаном.